# Vera Carrara
Vera Carrara (Alzano Lombardo, 6 aprile 1980) è una mountain biker, ex ciclista su strada e pistard italiana, specialista nella corsa a punti. Dal 2010 cambia attività e inizia con la mountain bike.

## Carriera

### Nazionale
Ai mondiali su pista vinse sette medaglie, tutte nella corsa a punti, tra cui tre ori nel 1998, 2005 e 2006. Ai Giochi della XXVIII Olimpiade di Atene del 2004 prese parte alla corsa a punti e si classificò in quinta posizione.
Nell'agosto del 2008 partecipò con la squadra azzurra ai Giochi olimpici di Pechino, durante i quali prese parte alla gara in linea (in sostituzione di Marta Bastianelli), ritirandosi durante la corsa, ed alla corsa a punti. In quest'ultima gara, nonostante fosse data tra le favorite, concluse al quattordicesimo posto con solo un punto, annunciando la volontà di ritirarsi dalle gare al termine della stagione.
Dopo quindici mesi, nel novembre 2009, annuncia il ritorno all'attività agonistica nella mountain bike.

## Palmarès

### Strada
- 2003

1ª tappa Giro della Toscana Femminile-Memorial Michela Fanini
- 2004

Giro del Lago Maggiore - GP Knorr
- 2006

5ª tappa Holland Tour
- 2007

Campionati italiani, Cronometro individuale
- 2008

GP Rund um Visp

### Pista
- 1998

Campionati del mondo, Corsa a punti juniores
- 2002

Campionati europei, Inseguimento Under-23
- 2003

4ª prova Coppa del mondo, Corsa a punti (Sydney)
- 2005

Campionati del mondo, Corsa a punti
- 2006

4ª prova Coppa del mondo 2005-2006, Corsa a punti (Sydney)
Campionati del mondo, Corsa a punti
- 2007

Campionati italiani, Corsa a punti

## Riconoscimenti
- Premio Sport e Solidarietà dell'Associazione Volontari Italiani del Sangue nel 2009